# Carmen Medel Palma
Carmen Medel Palma (Veracruz, 26 de septiembre de 1959) es médica cirujana y política mexicana miembro del partido Movimiento Regeneración Nacional (MORENA). Se graduó como enfermera (1979) y médica cirujana (1989) ambos en la Universidad Veracruzana, además de obtener una maestría en Ultrasonido Diagnóstico en la Universidad Mesoamericana San Cristóbal (2018). En 2019 cursó el seminario Políticas en Salud Pública en la Universidad de Harvard.
Fue diputada federal en la LXIV Legislatura por el Distrito 14 de Veracruz, donde presidió la Comisión de Salud e impulsó el Etiquetado Frontal de Advertencia en Alimentos y Bebidas No Alcohólicas, reconocido por UNICEF, así como reformas a la Ley General para el Control del Tabaco.
Desde 2022 es presidenta municipal de Minatitlán, Veracruz para el periodo 2022-2025, actualmente encabeza la Red Veracruzana de Salud. 
En 2023 representó a México en el V Encuentro Regional de Alcaldes por Municipios, Ciudades y Comunidades Saludables de la OPS en Panamá.

## Biografía
Carmen Medel es médica cirujana egresada de la Universidad Veracruzana, institución en la que también cursó previamente estudios técnicos de enfermería y posteriormente un diplomado y maestría en ultrasonido general.
Ha desarrollado su actividad profesional en la ciudad de Minatitlán, tanto de forma particular como en hospitales públicos de la zona. En el año 2016 sufrió un secuestro, del que fue liberada por la fuerza pública tras trece días privada de su libertad.
En 2018 fue elegida diputada federal a la LXIV Legislatura en representación del Distrito 14 de Veracruz. En la LXIV Legislatura se desempeñó como secretaria de la comisión de Salud e integrante de las de Ganadería y de Seguridad Social.

## Asesinato de Valeria Cruz Medel
El 8 de noviembre de 2018 mientras se encontraba asistiendo a la sesión ordinaria de la Cámara de Diputados, recibió una llamada telefónica en que se le informó el asesinato de su hija Valeria Cruz Medel en Ciudad Mendoza, Veracruz; en consecuencia sufrió una crisis nerviosa que obligó la interrupción y posterior suspensión de la sesión de la Cámara.